# Amarkantak
Amarkantak là một thị xã và là một nagar panchayat của quận Shahdol thuộc bang Madhya Pradesh, Ấn Độ.

## Địa lý
Amarkantak có vị trí 22°40′B 81°45′Đ / 22,67°B 81,75°Đ Nó có độ cao trung bình là 1048 mét (3438 feet).

## Nhân khẩu
Theo điều tra dân số năm 2001 của Ấn Độ, Amarkantak có dân số 7074 người. Phái nam chiếm 54% tổng số dân và phái nữ chiếm 46%. Amarkantak có tỷ lệ 68% biết đọc biết viết, cao hơn tỷ lệ trung bình toàn quốc là 59,5%: tỷ lệ cho phái nam là 78%, và tỷ lệ cho phái nữ là 56%. Tại Amarkantak, 13% dân số nhỏ hơn 6 tuổi.